# 최현욱
최현욱(崔顯彬, 2002년 1월 30일~)은 대한민국의 배우이다. 초등학교 4학년부터 고등학교 1학년까지 야구를 했다. 2017년 수원북중 3학년 재학 시절 제47회 대통령기 전국중학야구대회에서 야구부의 포수로 활약하여 최종 우승 했으며 도루상을 받았다.

## 학력
- 인성초등학교 (졸업)
- 수원북중학교 (졸업)
- 한림연예예술고등학교 연예과 (졸업)

## 출연

### 방송

#### 드라마
| 연도   | 방송사            | 제목                  | 배역   | 비고     |
| ------ | ----------------- | --------------------- | ------ | -------- |
| 2019년 | 킼TV              | 리얼:타임:러브 시즌 1 | 문예찬 |          |
| 2019년 | 킼TV              | 리얼:타임:러브 시즌 2 | 문예찬 |          |
| 2020년 | 킼TV              | 리얼:타임:러브 시즌 3 | 문예찬 |          |
| 2020년 | 킼TV              | 리얼:타임:러브 시즌 4 | 문예찬 |          |
| 2020년 | 플레이리스트      | 만찢남녀              | 노예준 |          |
| 2021년 | SBS               | 모범택시              | 박승태 |          |
| 2021년 | SBS               | 라켓소년단            | 나우찬 |          |
| 2022년 | tvN               | 스물다섯 스물하나     | 문지웅 |          |
| 2022년 | WAVVE             | 약한 영웅 Class 1     | 안수호 |          |
| 2023년 | 넷플릭스          | D.P. 시즌2            | 신아휘 |          |
| 2023년 | tvN               | 반짝이는 워터멜론     | 하이찬 | 16부작   |
| 2023년 | STUDIO X+U, LG U+ | 하이쿠키              | 서호수 | 웹드라마 |
| 2025년 | tvN               | 그놈은 흑염룡         | 반주연 | 12부작   |
| 2025년 | 넷플릭스          | 약한 영웅 Class 2     | 안수호 | 특별출연 |

## 뮤직비디오
- 2023년 뉴진스 Ditto
- 2023 이하이(with 성시경) 골목길
- 2024 이하이 그대가 해준말

## 수상 및 후보
| 연도 | 시상식                   | 부문                   | 작품                          | 결과 |
| ---- | ------------------------ | ---------------------- | ----------------------------- | ---- |
| 2021 | SBS 연기대상             | 남자 신인연기상        | 라켓소년단, 모범택시          | 수상 |
| 2022 | 제58회 백상예술대상      | TV부문 남자 신인연기상 | 스물다섯 스물하나             | 후보 |
| 2022 | 제8회 에이판 스타 어워즈 | 남자 신인상            | 라켓소년단, 스물다섯 스물하나 | 후보 |
| 2023 | 제2회 청룡 시리즈 어워즈 | 와이낫상               | 약한 영웅 Class 1             | 수상 |